# Tomek Tryzna
Tomek Tryzna, född 15 mars 1948 i Ostroszowice, är en  polsk författare. Har skrivit bland annat den självbiografiska romanen "Gå, älska!". Hans första bok på svenska, "Fröken Ingen", utgavs 1999. Båda böckerna är översatta av Lennart Ilke. Tryzna är också filmare och har bl.a. arbetat med manus åt polsk television.